# Manjushrimitra
Manjushrimitra (Skt. Mañjuśrīmitra,(en tibetano: འཇམ་དཔལ་བཤེས་གཉེན་, Wyl. ‘jam dpal bshes gnyen, Jampel Shenyen) fue uno de los primeros maestros del linaje del Dzogchen. Fue el discípulo principal de Garab Dorje y el maestro principal de Shri Simha.

## Biografía
Manjushrimitra nació en Magadha al oeste de Bodhgaya en India, en el seno de una familia brahmana y tempranamente se dedicó al estudio de las ciencias y los temas convencionales del budismo. Fue ordenado monje y destacó como estudiante durante diez años y más tarde como erudito en la 'Universidad monástica de' 'Nalanda'. Tras graduarse con honores en los estudios básicos, adquirió el título de Pandita o erudito. Poco a poco fue adquiriendo grados en el monasterio, llegando a ser nombrado Mahapandita y llegó a ser venerado como uno de los principales de la Universidad (lit. Guardián de la Puerta). Finalmente recibió muchas enseñanzas e iniciaciones de Garab Dorje, Lalitavajra y otros maestros y alcanzó el nivel unificado de la Iluminación, indivisibles de Manjushri. Yamantaka se le apareció en persona, confiriéndole la iniciación y la transmisión de los tantras y las instrucciones orales. Entre los principales discípulos a los que enseñó están Hungkara, Padmasambhava, y Hanatela.
A lo largo de los setenta y cinco años que pasó junto a Garab Dorje, recibió la transmisión completa del Dzogchen consistente en seis millones cuatrocientos mil versos que dividió en tres series o clases: 'la Clase de la Mente' (en tibetano: སེམས་སྡེ་,, Wyl. sems sde, Semdé), 'La Clase del Espacio' (en tibetano: ཀློང་སྡེ་,, Wyl. klong sde, Longdé), y 'la Clase de las Instrucciones Clave o Instrucciones Secretas' (en tibetano: མན་ངག་སྡེ་,, Wyl. man ngag sde, Menagdé). Esta última sección fue dividida a su vez en dos secciones una oral y otra de explicaciones o exégesis. Ocultó el texto principal de la sección oral en una roca al este de Bodghaya y la selló con el signo de un doble vajra. Más tarde fue al lugar de cremación Sosaling al oeste de Bodghaya en donde enseñó a su discípulo Shri Simha, permaneciendo allí en meditación durante ciento nueve años.
Antes de disolverse en un cuerpo de arco iris, transmitió su último testamento a Shri Simha en un cofre enjoyado que contenía el texto "Las Seis Experiencias de la Meditación".
Se le considera uno de los ocho Vidyadharas de India. Se disolvió en la expansión del espacio 830 años tras el parinirvana de Buda.

### Nombres alternativos
Además de los ya mencionados en este artículo también puede encontrarse bajo otras denominaciones, entre las que podemos distinguir:
- Nyingpo Druppa[3]
- Rigdzin Jampal Shenyen
- Jampalshenyen
- Siddhigarbha
- Samvaragarbha